# Разрушители стереотипов: Когда и как можно нарушать общепринятые правила и выходить победителем
Разрушители стереотипов: Когда и как можно нарушать общепринятые правила и выходить победителем (англ. Iconoclast: A Neuroscientist Reveals How to Think Differently) ― научно-популярная книга американского нейроэкономиста, нейробиолога, профессор психиатрии Грегори Бёрнса.

## Содержание
Автор книги пишет о том, что люди, которые не цепляются за стереотипы, рождают и успешно реализуют на практике идеи, которые другие считают неосуществимыми. Мозг этих людей преодолевает психологические барьеры, останавливающие большинство других.
Для творческого мышления существует три основных барьера: ошибки восприятия, страх неудачи и неспособность убедить других. Но Грегори Бернс утверждает, что любому человеку под силу преодолеть эти барьеры и выйти за рамки возможного. Анализируя истории успеха выдающихся людей, автор знакомит читателя с удивительными открытиями в области нейробиологии, выявляющими системную основу в том, что раньше казалось случайным.
Прочитав эту книгу, читателям, вероятно, захочется пойти по стопам разрушителей стереотипов и круто изменить собственную жизнь.

## Основные разделы
Книга состоит из восьми основных разделов. Люди, упомянутые в каждом разделе, перечислены ниже.
- Введение: делать то, что нельзя

Говард Армстронг[уточнить]
- Глава 1. Глазами разрушителя стереотипов

Дейл Чихули, Пол Лаутербур, Нолан Бушнелл
- Глава 2. От восприятия к изображению

Уолт Дисней, Флоренс Найтингейл, Бранч Рики, Кэри Муллис
- Глава 3. Страх парализует

Джеки Робинсон, Dixie Chicks, Computer Associates, Rite-Solutions
- Глава 4. Как страх искажает восприятие

Ричард Фейнман, Соломон Аш, Морган Фримен, Мартин Лютер Кинг
- Глава 5. Почему страх неудачи заставляет избегать риска

Дэвид Дрейман, Билл Миллер, Генри Форд
- Глава 6. Контуры мозга, отвечающие за социальные связи

Пабло Пикассо, Винсент Ван Гог, Стэнли Милгрэм, Рэй Крок, Арнольд Шварценеггер, Линус Торвальдс, Уоррен Баффет
- Глава 7. Коммерческие полёты в космос: совместная работа разрушителей стереотипов

Бёрт Рутан, Ричард Брэнсон, Питер Диамандис, Рик Хоманс
- Глава 8. Превратиться в кумира

Артур Джонс, Джонас Солк, Стив Джобс

## Отзывы
Майкл Дж. Мобуссен, главный инвестиционный стратег «Legg Mason Capital Management» и автор книги «Больше, чем ты знаешь: поиск финансовой мудрости в нетрадиционных местах», так отозвался об этой книге: 

«Это откровение, которое будет информировать и вдохновлять вас. Хотя большинство из нас хотят мыслить новаторски, мы просто не понимаем препятствий на пути к нашему успеху. В этой книге Грегори Бернс ловко объединяет интригующие случаи исследования с захватывающими нейробиологическими открытиями, чтобы показать, как и почему иконоборцы преодолевают эти барьеры и процветают».
Дин Лебарон, председатель «Virtualquest», написал: 

«Книга знакомит вас с людьми во всех областях, для которых успех кажется лёгким. Эти люди могут примирить поиски уверенности в мозгу с присущей жизни неопределённостью, видя разные стороны жизни. Они задают себе вопросы, которые не возникают у остальных, которые просто принимает согласованные ответы. Вы будете вдохновлены подражать этим первопроходцам в вашей собственной жизни».
Израильско-американский экономист, профессор психологии и поведенческой экономики Дэн Ариэли, автор книги «Предсказуемо иррационально», сказал: 

«Книга Грегори Бернс рассказывает истории о монументальных событиях в искусстве, медицине, технологиях и многом другом. Глазами нейробиолога он помогает нам понять основные процессы, которые либо препятствуют, либо поощряют творчество… В современном мире мы не можем позволить себе игнорировать ни эти процессы, ни нашу историю».

## Издание в России
Книга была переведена на русский язык и вышла в свет в издательстве «Альпина Паблишер» в 2009 году. ISBN 978-5-9614-1012-9.